# Дарницкий шёлковый комбинат
Дарницкий шёлковый комбинат (укр. Дарницький шовковий комбінат) — предприятие в Дарницком районе города Киев.

## История

### 1947—1991
Строительство предприятия мощностью 1000 ткацких станков с годовым объёмом производства 11,2 млн метров шелковых тканей началось в 1947 году в соответствии с 4-м пятилетним планом восстановления и развития народного хозяйства СССР, одновременно со строительством шла подготовка кадров. В марте 1948 года предприятие дало первую продукцию.
В 1956 году в ходе программы озеленения Киева работниками комбината был высажен парк имени 9-й пятилетки (в настоящее время — парк Дарницкого шёлкового комбината).
В 1966 году комбинат был награждён орденом Ленина.
В 1968 году была завершена реконструкция предприятия, в результате объёмы производства были увеличены: в 1970 году комбинат произвёл 51 млн метров шёлковых и 1,6 млн метров хлопчатобумажных тканей.
В 1970е — начале 1980х годов расширение предприятия было продолжено: были сданы в эксплуатацию третий красильный корпус, третий ткацкий цех, химводоочистка и теплопункт.
В августе 1976 года было принято решение о оснащении комбината автоматизированной системой управления технологическими процессами.
В 1977 году комбинат произвёл 63 млн метров шёлковых и 2 млн метров хлопчатобумажных тканей.
По состоянию на начало 1979 года комбинат входил в число ведущих предприятий Киева, здесь было установлено современное оборудование: три тысячи ткацких станков (из них 1374 пневматических), две линии по немнущейся обработке тканей, линия по отделке меха и плюша. Основной продукцией комбината являлись шёлковые ткани (в том числе, плательные, костюмно-плательные, блузочные, подкладочные, корсетные, галстучные, технические, а также гобеленовые ткани для обивки мебели и ворсовые ткани — плюш и искусственный мех).
В июне 1986 года Дарницкий шёлковый комбинат стал базовым предприятием для проведения опытно-промышленной проверки и внедрения разработок Киевского технологического института лёгкой промышленности.
В декабре 1986 года Совет министров УССР утвердил решение о проведении технического перевооружения красильно-отделочного производства Дарницкого шёлкового комбината в 1987—1990 годы, но эта программа завершена не была.
В советское время численность работников комбината составляла свыше шести тысяч человек, на балансе комбината находились объекты социальной инфраструктуры.

### После 1991
После распада СССР и ликвидации командно-административной экономики, исчезновения прежних рынков сбыта объёмы производства и количество работников начало неукоснительно сокращаться. В 1993 году комбинат был преобразован в открытое акционерное общество, в дальнейшем стал закрытым акционерным обществом.
Хотя часть производственного оборудования была продана, а часть производственных площадей — сдана в аренду (крупнейшим арендатором стал торговый рынок «Дарынок») комбинат продолжал работу, в том числе — выполнял заказы министерства обороны Украины на изготовление ткани для пошива обмундирования.
В конце 1990х — начале 2000х в связи с увеличением задолженности перед кредиторами и начавшимся судебным разбирательством положение предприятия осложнилось, к 2003 году часть оборудования была заложена.
В апреле 2004 года имела место попытка рейдерского захвата комбината с привлечением охранной фирмы (к этому времени численность работников предприятия сократилась до 500 человек).
С 2015 года помещения бывшего комбината стали местом проведения экскурсий и развлекательных мероприятий для туристов как площадка проекта «Арт-завод Платформа».

## Дополнительная информация
- ткачихи-многостаночницы комбината Л. К. Кондратьева и Т. Г. Волковинская стали Героями Социалистического Труда
- директором комбината в течение 11 лет (1949—1960) был партизанский разведчик Н. А. Матеюк